# Laila Jiménez
Laila Jiménez Moreno (Barcelona, 20 de julio de 1982) es una periodista y presentadora española.

## Biografía
De familia originaria de Cañete (Cuenca), se licenció en Periodismo por la Universidad Autónoma de Barcelona. Comenzó su carrera profesional con sólo 21 años en CNN+, primero como becaria y luego contratada como redactora, primero en Madrid y a continuación en Barcelona. A esta etapa siguió otra en los informativos de Antena 3, hasta que en 2006 se incorporó a la redacción de Informativos Telecinco en Barcelona. 
Presentó las desconexiones regionales para Cataluña de La mirada crítica durante una temporada. En verano de 2009 copresentó el informativo matinal junto a Daniel Gómez y en verano de 2010 volvió a ejercer esta función en dicho programa, esta vez presentando en solitario durante los meses de julio y agosto. En ese año fue galardonada con el premio Antena de Plata.
Como redactora de Informativos Telecinco cabe destacar, entre otras, sus coberturas del seguimiento del vertido de Ibiza en 2007, diversas detenciones de terroristas en Francia a lo largo de 2009, un reportaje de empresas españolas en Shanghái para La Siete, los atentados en Niza en 2016, los atentados de Barcelona en 2017, además de la cobertura de todos los acontecimientos del proceso soberanista en Cataluña. 
En 2020 volvió a presentar la edición matinal de los informativos durante los meses de verano.